# Tatiana Oranskaia
Tatiana Oranskaia (* 1950 in Leningrad (Sankt Petersburg), Sowjetunion (Russland)) ist eine russische Indologin, die von 1998 bis 2016 eine Professur für Neuzeitliches Indien an der Universität Hamburg innehatte.

## Leben
Tatiana Oranskaia studierte Indologie an der Universität Leningrad in der Abteilung für indische Philologie der Fakultät Orientalistik, wo sie von 1973 bis 1998 in verschiedenen Positionen (Lektorin, Dozentin, Leiterin der Abteilung) tätig war. 1986 promovierte sie im Fach Linguistik (Sprachen Asiens, Afrikas und Australiens). 1988 absolvierte sie am Zentralinstitut für Hindi in Delhi ein zehnmonatiges Studium und schloss mit einem Diplom ab. Im Wintersemester 1995/96 hatte sie im Institut für Kultur und Geschichte Indiens und Tibets der Universität Hamburg eine Gastprofessur inne und wurde 1998 auf den Lehrstuhl für Neuzeitliches Indien der Universität Hamburg (2016 Emeritierung) berufen.

## Wissenschaftliche Tätigkeit
Ihre Schwerpunkte sind diachronische und synchronische Aspekte indoarischer Sprachen, Hindi- und Urdu-Literatur und lokale Kulte einer kulturellen Region Indiens (Bundelkhand). Die Liste ihrer Publikationen umfasst mehr als 100 Titel, darunter Monographien und herausgegebene Sammelbände. Mehrere Forschungsaufenthalte führten sie nach Zentralasien und Indien. Nach ihrer Emeritierung 2016 begann sie, in Zusammenarbeit mit dem Mahatma Gandhi Antarrashtriya Hindi Vishwavidyalaya in Wardha (Maharashtra), mit einem umfangreichen Forschungsprojekt zur komplexen Syntax des Hindi und Erschaffung einer Online-Datenbank zu diesem Thema.

## Ehrung
2018 wurde Tatiana Oranskaia mit dem Rabindranath Tagore-Kulturpreis der Deutsch-Indischen Gesellschaft ausgezeichnet. Zitat aus der Rede zur Preisverleihung:

„Ausgebildet in klassischer und neuzeitlicher Indologie mit fundierten Kenntnissen der historischen Sprachpalette der indoarischen Sprachen, beginnend
mit Sanskrit, konzentrierte sie sich auf die Erforschung neuer indischer Sprachen, vor allem des Hindi und seiner regionalen Varianten. Ein Schwerpunkt ihrer Forschungen ist auf dem Gebiet der historisch- und typologisch-vergleichenden Sprachwissenschaft der indoarischen Sprachen angesiedelt. Ein weiteres Forschungsfeld sind die lokalen Kulte Nordindiens, aber auch die Geschichte der Literatur in Hindi. Sie hat ebenfalls die Urdu-Literatur unterrichtet. Seit ihrer Berufung nach Hamburg hat sie zahlreiche Bachelor- und Magisterarbeiten sowie fünf Promotionen betreut.“

## Schriften (Auswahl)
- New Indo-Aryan Languages. In Oranskaia, Tatiana et al.: New Indo-Aryan Languages. (Languages of the World, vol. 16.) Moskau: Nauka, 2011, S. 14–46.
- भारत देश के विकास मेँ हिन्दी की भूमिका. In: रवीन्द्र कालिया; सहायक सम्पादक: राकेश 	पाण्डेय, हरजेन्द्र चौधरी. भाषा की अस्मिता और हिन्दी का वैश्विक सन्दर्भ (विश्व हिन्दी 	सम्मेलन स्मरिका). नई दिल्लीः हिन्दी अनुभाग,विदेश मंत्रालय, भारत सरकार, पृ° 368–370. (The Role of Hindi in India's Development. In Kaliya, Ravindra, Rakesh 	Pandey and Harjendra Caudhary (eds.). Hindi in the Globalized World. New Delhi: Ministry of Foreign Affairs, 368–370.), 2012.
- Overarching Consonant Alternations: A Case Study of an Unbalanced Trilingual Situation Bundeli – Hindi – English. In Peukert, H. and I. Gogolin (eds). Dynamics of Linguistic Diversity, Hamburg Studies on Linguistic Diversity. Amsterdam (et al.): John Benjamins Publishing Company, 163–191, 2017
- Reise im Distrikt Tikamgarh. Einblicke in die lokale Göttervielfalt nebst Heimlichkeiten. Südasien 18/2, 2018. DOI:10.11588/sueas.2018.2.15834
- Entreaty Songs of Bundekhand (India). Etnografia No 4 (6), 90–107 (in Russian), 2019.
- Oranskaia, Tatiana. Volkslieder über Hardaul, Prinz von Orchha: Gottheit und Held Wege durchs Labyrinth. Festschrift zu Ehren von Rahul Peter Das, hrsg. v.  Brandt, Carmen,  Harder, Hans. IJBF Online: Internationale Jahresbibliographie der Festschriften. Berlin, Boston: K. G. Saur, 2009. . Abgerufen am 3. März 2022.

## Tätigkeit als Herausgeberin
- Zusammen mit Barbara Schuler: Göttinnen, Heldinnen und Herrscherinnen in Asien und Afrika . Frankfurt am Main 2010, ISBN 978-3-631-59218-2.
- Zusammen mit Diana Dimitrova: Divinizing in South Asian traditions. London 2018, ISBN 0-8153-5781-8.
- Zusammen mit R. K. Agnihotri and C. Benthien: Impure Languages: Linguistic and literary hybridity in contemporary cultures. Orient Blackswan 2015, ISBN 978-8125054900

## Vorträge auf Fachtagungen (Auswahl)
- Mutations of a deity under the media impact: the case of Hardaul of Orchha. European Conference on South Asian Studies, Warsaw, 27.–30. Juli 2016.
- Making pure language of a vernacular: grammatical adjustment of Bundeli to standard Hindi. अंतर्राष्ट्रीय हिंदी संगोष्ठी, Institut national des langues et civilisations orientales, Paris 14.–16. September 2016.
- Historical comedies of the Hindi writer Ajay Shukla. Historische Komödien des Hindi-Schriftstellers Ajay Shukla. Literaturforum Indien, Seminar „Modernes indisches Theater“, Haus Villingst, Schwerte, 12.–14. Mai 2017.
- An intersection of a Russian and an Indian folk narrative: bringing into connection Prince Gvidon in a fairy-tale by Aleksander Pushkin with Raja Nal. Third International Conference of Indologists India-Russia: Contexts of Mutual Understanding ― Past, Present, Future. Organised by ICCR in collaboration with Saint Petersburg State University, 26.–28. April 2018.